# Axel Holm
Axel Holm, född 22 mars 1848 i Kattarps församling, Malmöhus län, död 28 oktober 1935 i Helsingborgs Maria församling, Helsingborg, var en svensk målare, grafiker och dekorationsmålare. 
Holm utmärkte sig främst för sina etsningar med traditionellt skånska motiv som trappgavelkyrkor och kyrkdammar. Han deltog 1897 i utsmyckningen av Helsingborgs rådhus. Holm är begravd på Donationskyrkogården i Helsingborg.